# Deutsche Ringermeisterschaften 1919
Die 11. Deutschen Ringermeisterschaften wurden 1919 in München im griechisch-römischen Stil ausgetragen. Es waren die ersten Meisterschaften nach dem Ersten Weltkrieg.

## Ergebnisse

### Federgewicht
| Platz | Sportler         | Stadt/Verein        |
| ----- | ---------------- | ------------------- |
| 1     | Franz Reitmeier  | SC Nürnberg 04      |
| 2     | Hermann Brodbeck | Untertürkheim       |
| 3     | Georg Gerstacker | ASC Sandow Nürnberg |

### Leichtgewicht
| Platz | Sportler        | Stadt/Verein |
| ----- | --------------- | ------------ |
| 1     | Philipp Heß     | Mannheim     |
| 2     | Bruno Hübner    | Berlin       |
| 3     | Karl Eiselstein | Ludwigshafen |

### Mittelgewicht
| Platz | Sportler        | Stadt/Verein |
| ----- | --------------- | ------------ |
| 1     | Richard Falkner | Berlin       |
| 2     | Fritz Häuslein  | München      |
| 3     | Hans Mohr       | ASV Hof      |

### Halbschwergewicht
| Platz | Sportler          | Stadt/Verein |
| ----- | ----------------- | ------------ |
| 1     | Adolf Kurz        | Stuttgart    |
| 2     | Stefan Adamschack | Berlin       |
| 3     | Willi Schramm     | Mainz        |

### Schwergewicht
| Platz | Sportler      | Stadt/Verein   |
| ----- | ------------- | -------------- |
| 1     | Karl Döppel   | SC Nürnberg 04 |
| 2     | Jakob Neser   | Friesenheim    |
| 3     | Heinrich Bock | Köln           |